# Pierre Trudeau

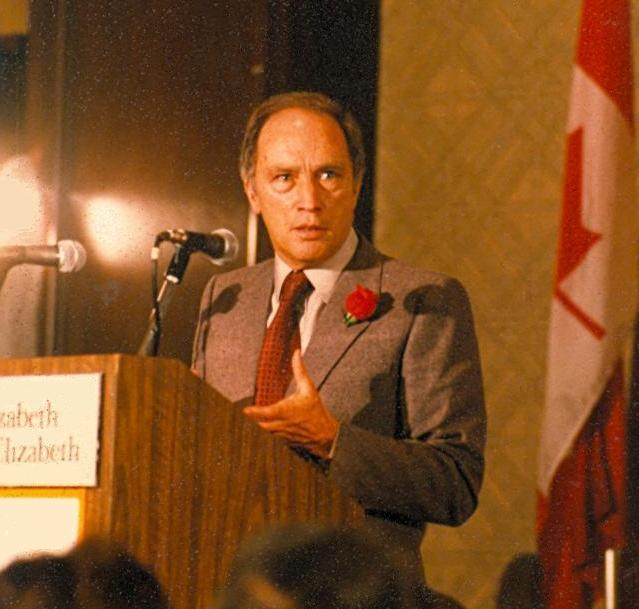
Pierre Trudeau 1980.

Joseph Philippe Pierre Yves Elliott Trudeau, född 18 oktober 1919 i Montréal i Québec, död 28 september 2000 i Montréal i Québec, var en kanadensisk politiker (socialliberal) och jurist. Han var Kanadas premiärminister 1968–1979 samt 1980–1984. Han var far till Justin Trudeau.

## Karriär
Trudeau var justitieminister 1967–1968 och valdes till ledare för det Liberala partiet 6 april 1968. Den 20 april samma år blev han Kanadas premiärminister, en post han innehade ända fram till 1979. Vid valet 18 februari 1980 vann han en jordskredsseger och blev ånyo premiärminister 1980–1984. Den 29 februari 1984 meddelade han sin avsikt att avgå som premiärminister och partiledare för det Liberala partiet, så snart en efterträdare utsetts. Den 30 juni 1984 avgick han som premiärminister och efterträddes av John Turner. Den 29 augusti 1984 avgick han även som ledare för det Liberala partiet.

## Betydelse
Trudeau anses ha varit en av Kanadas mest kontroversiella och karismatiska politiker någonsin. Han ledde landet under många år, under en tid som var politiskt turbulent och då landet förändrades och moderniserades. Han tillhörde landets franskspråkiga minoritet, men trots detta stödde han inte den franskspråkiga provinsen Québecs självständighetssträvanden. Trudeau stod för en progressiv reformpolitik och större ekonomisk självständighet gentemot USA. Han var en av Kanadas mest populära politiker.

## Privatliv
Den 4 mars 1971 gifte sig Trudeau i hemlighet med Margaret Sinclair (född 1948), som han träffat under en semesterresa på Tahiti. Hon var anhängare av Flower Power-rörelsen och skapade stora rubriker under ett officiellt besök i Vita huset genom att bära en kortkort klänning. Paret fick tre söner: Justin (född 1971), Alexandre (född 1973) och Michel (född 1975, död 1998 i en skidolycka). De separerade 1975 och skilsmässan trädde i kraft 1984. Pierre Trudeau avled år 2000 till följd av prostatacancer.